# Short Bus (álbum)
Short Bus es el primer álbum de estudio del grupo estadounidense de metal industrial Filter, lanzado en 1995.
Fue certificado oro por la Recording Industry Association of America.

## Lista de canciones
| LP original |                      |         |          |  |
| N.º         | Título               | Música  | Duración |  |
| 1.          | «Hey Man, Nice Shot» | Patrick | 5:14     |  |
| 2.          | «Dose»               | Patrick | 3:53     |  |
| 3.          | «Under»              | Patrick | 4:18     |  |
| 4.          | «Spent»              | Patrick | 4:37     |  |
| 5.          | «Take Another»       | Patrick | 4:23     |  |
| 6.          | «Stuck in Here»      | Patrick | 3:34     |  |
| 7.          | «It's Over»          | Patrick | 3:36     |  |
| 8.          | «Gerbil»             | Patrick | 3:21     |  |
| 9.          | «White Like That»    | Patrick | 4:17     |  |
| 10.         | «Consider This»      | Patrick | 4:18     |  |
| 11.         | «So Cool»            | Patrick | 4:26     |  |
| 43:97       |                      |         |          |  |

## Posicionamiento

### Álbum
| Año  | Trabajo   | Lista           | Posición |
| ---- | --------- | --------------- | -------- |
| 1995 | Short Bus | Billboard 200   | 59       |
| 1995 | Short Bus | Top Heatseekers | 3        |

### Sencillos
| Año  | Trabajo             | Lista                  | Posición |
| ---- | ------------------- | ---------------------- | -------- |
| 1995 | «Hey Man Nice Shot» | Mainstream Rock Tracks | 19       |
| 1995 | «Hey Man Nice Shot» | Alternative Songs      | 10       |
| 1995 | «Hey Man Nice Shot» | Billboard Hot 100      | 76       |

## Créditos
- Richard Patrick – Productor
- Brian Liesegang – Productor
- Scott Kern – Voz
- Matt Drvenkar – Voz
- Kevin Hanley – Guitarra
- Mike Peffer – Batería
- Ben Grosse – Mezcla
- Deborah Norcross – Diseño
- Chris Beirne – Fotografía